# Mário Cardoso
Mário Manuel Cardoso de Araújo (* 24. Januar 1950 in Lissabon) ist ein portugiesischer Schauspieler, Synchronsprecher und Synchronregisseur.

## Leben
Cardoso ist vor allem in Brasilien als Darsteller in Filmen und Serien bekannt. Am Anfang seiner Karriere arbeitete er auch als Modell. Der erste größere Fernsehauftritt war der des Robin Hood im Film Robin Hood, O Trapalhão da Floresta (1974). Als "Augusto" in der Telenovela "A moreninha" von 1975 erlangte er beim brasilianischen Publikum ein gewisses Maß an Berühmtheit. International bekannt wurde er in der tragenden Rolle des Henrique Fontoura in der Telenovela Die Sklavin Isaura (1976) an der Seite seiner Serienpartnerin Elisa Fernandes. Auch in den Serien "A Sucessora" (1978) und "Coraçao alado" (1980) hatte er wichtige Rollen. Ab Ende der 1980er Jahre nahm er sich regelmäßig eine Auszeit vom Fernsehen und arbeitete in seinem eigentlichen Beruf: als Psychologe. Mario Cardoso lebt von seiner Ehefrau, mit der er zwei Kinder hat, getrennt. Gegenwärtig fungiert er hauptsächlich als Synchronsprecher und Direktor von Synchronisationen. In den 1970er Jahren galt er als ein großes männliches Sexsymbol Brasiliens.

## Filmografie (Auswahl)

### Filme
- 1976: Robin Hood - O Trabalhão da Floresta
- 1976: E as pilulas falharam
- 1978: Desejo violento
- 1982: Profissão mulher

### TV-Auftritte
- 1975: A moreninha (Die Braunhaarige)
- 1976: Feijão maravilha (Wunderbare Bohne)
- A escrava Isaura (Die Sklavin Isaura) 1976/77
- Nina 1977
- A sucessora (Die Nachfolgerin) 1978
- Coraçao alado (Bewegtes Herz) 1980
- Dona Beija (Wunderschöne Frauen) 1986
- Carmen 1987/88
- Xica da silva 1996
- Páginas da vida (Seiten des Lebens) 2006
- Tudo novo de novo (Alles vom Neuesten) 2009